# سنجاي كومار (عسكري)
سنجاي كومار (بالهندية: संजय कुमार؛ بالإنجليزية: Sanjay Kumar) هو عسكري هندي، ولد في 3 مارس 1976 في بيلاسبور في الهند.